# 華盛頓縣 (佛蒙特州)
华盛顿县（英語：Washington County）是位于美国佛蒙特州的郡，得名于首任美国总统乔治·华盛顿。根据2020年人口普查结果显示。该县的县治为蒙彼利埃，最大城市为巴里。根据2020年人口普查结果显示，该县人口为59,807人，是该州人口第三多的县，但同时也是全美人口第三少的州首府所在县，仅多于南达科他州休斯县和肯塔基州富兰克林县。在2010年时，佛蒙特州的人口中心位于华盛顿县的沃伦镇。